# DEFCON (конференция)
DEF CON (также пишется как DEFCON или Defcon) — крупнейшая в мире конференция хакеров, каждый год проводящаяся в Лас-Вегасе, штат Невада. Первый DEF CON прошёл в июне 1993 года. В 2012 году на DEFCON собралось приблизительно 13000 посетителей.
Большинство слушателей на DEFCON составляют профессионалы по информационной безопасности, журналисты, юристы, федеральные государственные служащие и хакеры с основным интересом в компьютерных программах и компьютерной архитектуре. Событие состоит из различных выступлений о компьютерах и темах относящихся к хакингу, а также социальных событий и конкурсов — от создания самого долгого Wi-Fi соединения и взлома компьютерных систем, до конкурса на тему "кто сможет наиболее эффективно охладить пиво во время жары". Другие соревнования включают в себя взлом паролей различной сложности, конкурсы, относящиеся к роботам, искусству, слоганам, кофейным войнам, а также Захват флага — конкурс, где команды хакеров пытаются атаковать и защищать компьютеры и сети при помощи определённого программного обеспечения и сетевых структур. CTF проводится и на других хакерских конференциях, как в научном, так и в военном контексте.
Создатель конференции Джеф Мосс (англ.) утверждает, что качество представленных на конференции обсуждений снижается с каждым годом.
Начиная с DEF CON 11 стартовал сбор средств для Electronic Frontier Foundation. Первый такой сбор средств носил «официальный» характер, кроме того первый сборщик денег был засунут в бак-ловушку. У EFF теперь есть мероприятие, называемое «Встреча на высшем уровне» («The Summit») и устраиваемое командой Vegas 2.0 как открытое событие, посвященное сбору денег. На DEF CON 18 (2010) состоялся новый сбор средств, называемый MohawkCon. Кроме того, количество посетителей конференции в 2012 превысило 13000 человек.
Сотрудники различных правительственных организаций, таких как ФБР, Минобороны США, и многих других регулярно посещают DEF CON.
DEF CON также был изображен в одном из эпизодов телесериала «The X-Files», а именно в серии «Three of a Kind», где конференцию изобразили в виде спонсируемого правительством США мероприятия, вместо гражданского.

## История
DEF CON был создан в 1992 году Джефом Моссом как прощальная вечеринка для своего друга и товарища хакера. Вечеринка была запланирована в Лас-Вегасе за несколько дней до того, как его друг должен был покинуть США, по причине того, что отец друга принял предложение о трудоустройстве в другой стране. Но получилось так, что отец его друга уехал раньше задуманного и забрал сына с собой, таким образом Джеф остался один. Однако Джеф решил не отменять вечеринку, а пригласить всех друзей хакера и отправиться в Лас-Вегас. Друзья хакера отовсюду собрались вместе и заложили основу для DEF CON с посещением около 100 человек. Сам термин DEF CON произошел из фильма «Военные игры», в виде ссылки на U.S. Armed Forces defense readiness condition (DEFCON). В фильме Лас-Вегас был выбран в качестве цели для ядерной боеголовки, именно из-за того, что эти события происходили в Лас-Вегасе, как и его мероприятие, Джеф решил назвать конференцию DEF CON. Первоначально конференция задумывалась как единовременное событие, праздник для друга, однако, по просьбам людей написавшим письмо Моссу, это событие повторили через год. Через некоторое время Джеф убедился в том, что эту конференцию стоит проводить раз в год, хотя бы из-за того, что посещаемость выросла в более чем два раза.

## Значительные события
На DEF CON происходит множество интересных событий, с момента его основания, ниже представлены несколько самых известных.

### 2001
21 июля 2001 года был арестован русский программист Дмитрий Скляров «за взлом системы защиты электронных документов Adobe».

### 2005
31 июля 2005 компания Cisco вынуждена была использовать юридические угрозы против одного из докладчиков конференции. В своем докладе Майк Линн должен был рассказать об уязвимостях, которые он нашел в маршрутизаторах Cisco.

### 2007
В августе 2007 года Мишель Мадиган, репортер из Dateline NBC, попыталась тайно, с помощью скрытой видео- и аудио- записывающей техники, получить признания некоторых хакеров в совершенных ими преступлениях. После чего была выгнана с конференции
с помощью источника DEFCON’а из NBC, раскрывшего её планы.

### 2008
Студенты Массачусетского технического института Зак Андерсон, Алессандро Чиеза и Р. Д. Райн должны были представить доклад «Анатомия взлома метро: взлом меток RFID и систем покупки билетов». В описании презентации была фраза «Хотите ездить в метро бесплатно всю жизнь?» и обещание сосредоточиться на бостонском метро. Однако, 8 августа, массачусетские власти подали в Окружной суд США в штате Массачусетс на студентов и МТИ, заявив, что студенты виновны в компьютерном мошенничестве и злоупотреблении законом (CFAA), из-за информирования участников конференции, которые могли бы обмануть MBTA.
В итоге суд вынес запрет на 10 дней, на презентацию материала на конференции, несмотря на то, что данный материал был распространен в самом начале конференции.
В том же году в ходе «Гонки к нулю» была представлена версия вредоносной программы невидимая для всех антивирусных ядер в ходе всех этапов. Однако, концепт конкурса привлек большое негативное внимание.

### 2011
Компания HBGary Federal с помощью юридических инструментов предотвратила участие бывшего генерального директора Aaron Barr в обсуждениях на конференции.

### 2012
Ninja Networks установили пиратскую GSM-сеть, используя NinjaTel Van в качестве подвижной базовой станции, и отдали 650 кастомизированных телефонов HTC One V в качестве пропуска на свою вечеринку. Впервые DEFCON посетил Кит Александер (Keith Alexander), директор Агентства национальной безопасности и Центральной службы безопасности США.
Он предложил хакерам сотрудничество.

## Места проведения конференции
- Первый DEF CON проводился в Sands Hotel & Casino в июне (9-11) 1993.
- DEF CON 2 проводился в Sahara Hotel and Casino в июле (22-24) 1994.
- DEF CON 3 проводился в Tropicana Resort & Casino в августе (4-6) 1995.
- DEF CON 4 проводился в Monte Carlo Resort and Casino в июле (26-28) 1996.
- DEF CON 5 проводился в Aladdin Hotel & Casino в июле (11-13) 1997.
- DEF CON 6 проводился в Plaza Hotel & Casino в июле/августе (31-2) 1998.
- DEF CON 7 проводился в Alexis Park Resort в июле (9-11) 1999.
- DEF CON 8 и DEF CON 13 также проводились в Alexis Park Resort с 2000 по 2005.
- DEF CON 14 и DEF CON 18 проводились в Riviera Hotel & Casino в Las Vegas, Nevada с 2006 по 2010.
- DEF CON 19 and 20 проводился в Rio Hotel & Casino.

## Сообщества DEFCON
По всему миру существует множество независимых групп где собираются заинтересованные люди, делятся опытом, работают над исследовательскими проектами и отлично проводят время в компании единомышленников. Только Defcon групп в США существует около 100, в России же их пока только три. Многие из групп активно взаимодействуют с правительственными организациями и вместе работают над некоторыми проблемами информационной безопасности.
С момента своего появления DEFCON носил развлекательный характер, однако, уже давно он превратился в информационно-развлекательно шоу. Следует отметить несколько наиболее популярных частей DEFCON.

### Информационная часть
Конференция DEFCON имеет информационный характер и состоит как из различных докладов, так и круглых столов, где выступают различные докладчики, часто являющиеся не только хакерами, но представителями государственных и частных компаний.

### Захват флага
Данное событие является одним из наиболее популярных. Множество участников посещает конференцию лишь для участия в захвате флага. Соревнования CTF (Capture the flag, Захват флага) — это командные соревнования по компьютерной безопасности и взлому, в которых участвующие хакеры находят заранее заложенные уязвимости в предоставленных сетях и компьютерах, задача соревнования обеспечить безопасность своих ресурсов и атаковать компьютеры противников, захватывая «флаги» из взломанных компьютеров и сетей. Соревнования Defcon CTF являются родоначальником всех соревнований данного типа, а также традиционно самыми популярными среди всех известных команд и специалистов.

### Стена овечек
Также традиционное для DEFCON событие. Суть данного мероприятия заключается во взломе, получении паролей и частей личных данных из открытой Wi-Fi сети. Целью данного мероприятия является показ того, насколько небезопасны открытые Wi-Fi сети. На «стене овечек» размещаются части паролей, IP-адреса, а также e-mail и части другой личной информации пользователей, которые использовали открытую беспроводную сеть на конференции. Однако, несмотря на то, что данная стена работает уже не один год, и на ежегодные предупреждения от организаторов конференции, каждый раз находятся люди, чьи данные пополняют эту стенку. Так в 2005 году на «стене овечек» оказался инженер из Cisco, профессор из Гарварда и несколько сотрудников корпорации Apple.

### Социальная инженерия
Одним из заслуживающих внимания мероприятий конференции является чемпионат по социальной инженерии. В отличие от остальных мероприятий, это событие начинается за две недели до самой конференции, где проходит финальный раунд. Суть этого события заключается в том, что каждому пожелавшему участвовать присылается по электронной почте письмо с названием и электронным адресом случайной компании. Далее инженеру дается две недели на изучение жертвы с помощью открытых источников информации, причем жертвами могут быть и такие гиганты, как Google, LinkedIn, Facebook и другие крупные компании, а также может попасться и собственный сайт. На этом этапе участник начинает получать очки за собранную информацию о выбранной для него компании, то есть за нахождение информации, указанной в его персональной задаче. Как правило, это весьма большой список пунктов, включающий в себя информацию о названиях фирм-партнёров до указании версии почтового клиента, которым пользуется жертва. При этом конкурсанту запрещено каким-либо образом общаться с жертвой до финала (организаторы мероприятия стараются отслеживать это и дисквалифицируют отступивших от правил участников). В конце проходит очный финал, где инженер получает 20 минут для совершения телефонного звонка. Это шоу транслируется в прямом эфире в зрительный зал.

### Гонка к нулю
Смысл данного мероприятия заключается в том, что группе участников дается набор опасного ПО, например: вирусы, трояны и прочее. От участников требуется провести модификации и загрузить полученное вредоносное ПО на портал конкурса. Там эти наборы модифицированных программ проверяют различными антивирусами на распознание в них угрозы. Первая команда, чей набор прошел все антивирусы незамеченным, является победителем раунда. В каждом раунде сложность повышается. Конкурс неоднократно подвергался критике. Но целью события, по уверению создателей, не стоит создание новых вирусов. Данный конкурс был введен для развлечения участников конференции.